# Iodobenzamide
Lo iodobenzamide, conosciuto anche come IBZM, è un farmaco che fa parte della classe degli antagonisti della dopamina.
È utilizzato, legato all'isotopo iodio-123, in Medicina Nucleare come tracciante per la SPECT cerebrale finalizzata alla diagnosi differenziale tra Malattia di Parkinson e Parkinsonismi atipici. L'IBZM infatti valuta lo stato dei recettori postsinaptici D2 like (D2, D3 e D4) della dopamina, che risultano funzionalmente alterati solo nei Parkinsonismi atipici.